# سلوى نقارة حداد
سلوى نقارة حداد (بالعبرية: סלווה נקארה‏) (وُلدت 2 شباط/فبراير 1959) هي ممثلة فلسطينية إسرائيلية من حيفا اشتهرت في الساحة المحلية لمساهمتها في العديد من العروض المسرحية في مسرح حيفا وغيرها من المسارح الإسرائيلية، وفي بعض الأفلام الإسرائلية، وكذلك في عدد من البرامج في التلفزيون الإسرائيلي، وخاصة السلسلة الكوميدية شغل عرب (بقلم سيد قشوع) حيث مثلت أمًّا تقليدية لرجل عربي إسارئيلي يحاول الاندماج في المجتمع الإسرائيلي اليهودي. وقدمت نقارة حداد أيضا عروضا مسرحية في المسرح البلدي بمدينة رام الله الفلسطينية.
فازت نقارة حداد ببعض الجوائز المحلية، منها «جائزة لانداو» وجائزة مهرجان حيفا السينمائي.

## نشاتها
وُلدت سلوى نقارة حداد في مدينة حيفا (على جبل الكرمل) في 2 شباط/فبراير 1959 لعائلة مسيحية من البلدة التحتى بحيفا. عمّها كان المحامي حنا نقارة الذي انضم إلى الحزب الشيوعي المحلي واشتهر بنشاطاته للدفاع عن حقوق المواطنين العرب في إسرائيل ومن أجل تعزيز التعايش العربي اليهودي في البلاد، بحيث قررت بلدية حيفا بعد وفاته تسمية شارع في حي وادي نسناس باسمه.
نقارة حداد وصفت نفسها في طفولتها ك«طالبة مشاغبة» فضلت المسرح على الرياضيات والعلوم، ومع ذلك فإن والديها كانا يدعمانها.
في 1980 تخرجت نقارة حداد من مدرسة بيت تسفي للفن المسرحي في مدينة رمات غان والذي يُعتبر من أهم المدارس المسرحية في البلاد.

## سيرتها المهنية
في 1985 لعبت نقارة حداد أحد الأدوار الرئيسية في مسرحية «متلازمة القدس» (التي سُميت باسم المرض النفسي) للكاتب المسرحي المشهور محليا يهوشوع سوبل، ثم ساهمت في فيلم «جسر ضيّق جدا» للمخرج نيسيم ديان، وحصلت على نقد إيجابي جدا على دورها في هذا الفيلم بحيث تم إعلانها «ممثلة السنة» في الساحة المسرحية المحلية.
ساهمت نقارة حداد في أفلام تعرض العلاقات المعقدة بين المجتمعين العربية واليهودية في إسرائيل، منها «ناديا»، وهي قصة شابة عربية تدرس في مدرسة داخيلية يهودية، و«بوق في الوادي»، وهي قصة عشق بين شاب يهودي وشابة عربية في مدينة حيفا (عن رواية الأديب سامي ميخائيل).

## روابط خارجية
- سلوى نقارة حداد على موقع IMDb (الإنجليزية)
- سلوى نقارة حداد على موقع ألو سيني (الفرنسية)
- سلوى نقارة حداد على موقع أول موفي (الإنجليزية)
- سلوى نقارة حداد على موقع قاعدة بيانات الأفلام السويدية (السويدية)
- سلوى نقارة حداد على موقع قاعدة بيانات الفيلم (الإنجليزية)
- سلوى نقارة حداد على موقع كينوبويسك (الروسية)
- سلوى نقارة حداد على موقع كينوبويسك (الروسية)